# Eduard Dietrich
Eduard Karl Robert Ludwig Dietrich (* 10. Oktober 1860 in Sittendorf; † 7. Dezember 1947 in Berlin) war ein deutscher Arzt und Medizinalbeamter in Preußen.

## Leben

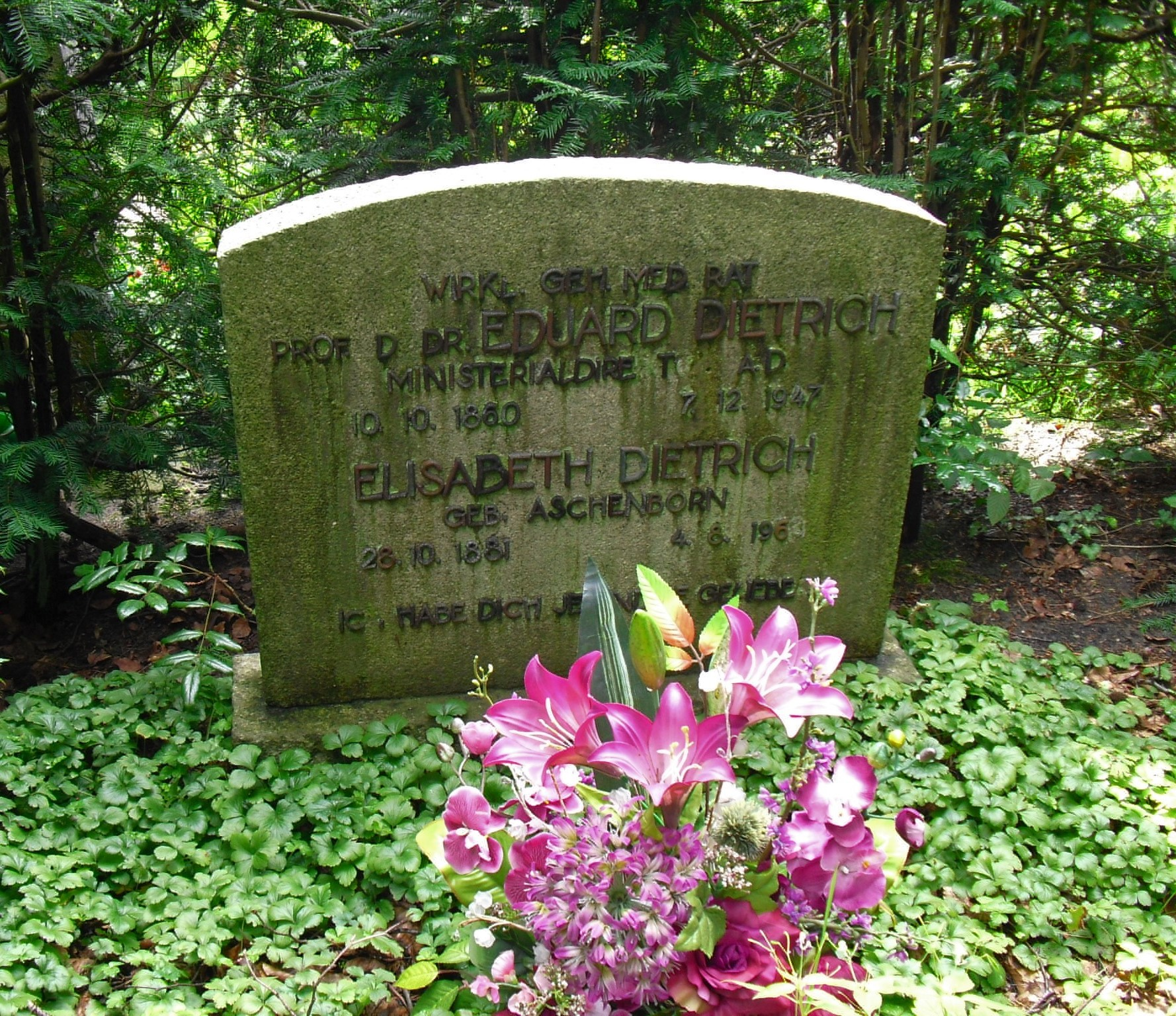
Eduard Dietrichs Grabstein auf dem Friedhof Lichterfelde

Dietrich wurde als Sohn des Pfarrers Eduard Dietrich (1830–1905) und der Pfarrerstochter Alma Dietrich geb. Trinius (1835–1896) in Sittendorf / Krs. Sangerhausen im Harz geboren. Dietrich besuchte die Gymnasien in Erfurt und Nordhausen, wo er 1879 das Abitur ablegte. Er studierte zunächst Rechtswissenschaft an der Georg-August-Universität und wurde 1881 Mitglied, später Ehrenmitglied des Corps Hercynia Göttingen. Zugunsten von Medizin gab er Jura auf und wechselte an die Friedrichs-Universität Halle. Dort wurde er 1884 zum Dr. med. promoviert und 1885 approbiert.
Nach kurzer Assistenzarztzeit wechselte er nach Möckern bei Magdeburg, wo er als „gräflicher Doktor“ mehrere Güter, Vorwerke und Förstereien betreute. 1888 wurde er Kreisphysikus in Möckern, 1889 in Liebenwerda und 1896 in Merseburg.
1900 folgte Dietrich einer Berufung als Regierungs- und Medizinalrat in den Landkreis Marienwerder. Wenige Wochen später trat er in die Medizinalabteilung des Preußischen Ministeriums der geistlichen, Unterrichts- und Medizinalangelegenheiten, wo er vor allem die Säuglings- und Kleinkinderfürsorge, die „Krüppelfürsorge“ sowie die Ausbildungsordnungen der medizinischen Hilfsberufe betreute.
Eduard Dietrich war Geschäftsführender Vorstand der Deutschen Vereinigung für Krüppelfürsorge (seit 1962 Deutsche Vereinigung für Rehabilitation (DVfR)) bei ihrer Gründung am 14. April 1909 in Berlin.
1923 wurde ihm als Ministerialdirektor die Leitung der Abteilung Volkswohlfahrt im preußischen Wohlfahrtsministerium übertragen. Dietrich war auch ein Bindeglied zu den protestantischen Wohlfahrtsorganisationen. Ende der 1920er Jahre hatte er wesentlichen Anteil an der Gründung des Vereins zur Errichtung evangelischer Krankenhäuser. Dietrich steht wie kein Zweiter für die lange Tradition des preußischen Medizinalbeamtentums über das Ende des Kaiserreiches hinaus. Die sozialhygienische Gesundheitspolitik der Weimarer Republik wurde maßgeblich von ihm beeinflusst.
Große Verdienste erlangte Dietrich auch auf dem Gebiet der Balneologie und der Rheumatologie: 1912 gründete er die Zentralstelle für Balneologie mit dem Ziel, die Kur- und Badeorte besser auszubauen. 1920 wurde er Vorsitzender der Balneologischen Gesellschaft; Generalsekretär war Max Hirsch. 1926 beteiligte er sich an der Gründung der Internationalen Rheumaliga in Piešťany mit Jan van Breemen (1874–1961) und Robert Fortescue Fox (1858–1940). 1927 wurde er Vorsitzender der in Schreiberhau neugegründeten Deutschen Sektion des Internationalen Komitees zur Erforschung und Bekämpfung des Rheumas. Aus dieser ging kurz darauf die Deutsche Gesellschaft für Rheumabekämpfung hervor. 1933 trat Dietrich als Vorsitzender in der Gesellschaft für Balneologie und der Gesellschaft für Rheumabekämpfung im Rahmen der Einführung des Führerprinzips zurück.

## Ehrungen
- Bandverleihung des Corps Teutonia Halle (1903)[3]
- Wirkl. Geh. Obermedizinalrat
- Ehrenbürger von Kolberg (1911)
- Wahl in die Deutsche Akademie der Naturforscher Leopoldina (1926)
- Ehrengrab auf dem Friedhof Lichterfelde (bis 2014)